# 克里維里赫希爾尼克足球會
克里维里赫希尔尼克足球會（羅馬化：Hirnyk Kryvyi Rih）是一支位於烏克蘭克里维里赫的職業足球會。该足球會在2003年采用现名。
2020年8月，该俱乐部的主队重组为克里维里赫克里夫巴斯足球俱乐部，其U-19队成为希尔尼克的主队。U-19队参加了2020-21年乌克兰U-19职业足球联赛。